# Huddersfield Town Association Football Club 2019-2020
Questa voce raccoglie le informazioni riguardanti lo Huddersfield Town Association Football Club nelle competizioni ufficiali della stagione 2019-2020.

## Maglie e sponsor
| Casa | Trasferta | Terza divisa |

Sponsor ufficiale: nessuno
Fornitore tecnico: Umbro

## Rosa
Rosa e numeri come da sito ufficiale.
| N. |                         | Ruolo | Calciatore       |
| -- | ----------------------- | ----- | ---------------- |
| 1  | Polonia (bandiera)      | P     | Kamil Grabara    |
| 3  | Inghilterra (bandiera)  | D     | Harry Toffolo    |
| 4  | Inghilterra (bandiera)  | D     | Tommy Elphick    |
| 6  | Inghilterra (bandiera)  | C     | Jonathan Hogg    |
| 7  | Paesi Bassi (bandiera)  | C     | Juninho Bacuna   |
| 8  | Inghilterra (bandiera)  | D     | Trevoh Chalobah  |
| 9  | RD del Congo (bandiera) | C     | Elias Kachunga   |
| 10 | Inghilterra (bandiera)  | C     | Chris Willock    |
| 11 | Francia (bandiera)      | C     | Adama Diakhaby   |
| 12 | Inghilterra (bandiera)  | D     | Richard Stearman |
| 13 | Inghilterra (bandiera)  | P     | Joel Coleman     |
| 14 | Uganda (bandiera)       | D     | Herbert Bockhorn |
| 16 | Inghilterra (bandiera)  | A     | Karlan Grant     |
| 17 | Inghilterra (bandiera)  | D     | Danny Simpson    |
| 18 | Belgio (bandiera)       | A     | Isaac Mbenza     |
| 19 | Inghilterra (bandiera)  | A     | Josh Koroma      |

| N. |                        | Ruolo | Calciatore            |
| -- | ---------------------- | ----- | --------------------- |
| 20 | Inghilterra (bandiera) | C     | Reece Brown           |
| 21 | Inghilterra (bandiera) | C     | Alex Pritchard        |
| 22 | Inghilterra (bandiera) | A     | Fraizer Campbell      |
| 23 | Germania (bandiera)    | A     | Collin Quaner         |
| 24 | Benin (bandiera)       | A     | Steve Mounié          |
| 26 | Germania (bandiera)    | D     | Christopher Schindler |
| 27 | Slovenia (bandiera)    | D     | Jon Gorenc-Stanković  |
| 28 | Inghilterra (bandiera) | D     | Jaden Brown           |
| 29 | Galles (bandiera)      | C     | Andy King             |
| 31 | Inghilterra (bandiera) | P     | Ryan Schofield        |
| 32 | Inghilterra (bandiera) | C     | Emile Smith Rowe      |
| 33 | Kosovo (bandiera)      | D     | Florent Hadergjonaj   |
| 35 | Inghilterra (bandiera) | D     | Rarmani Edmonds-Green |
| 39 | Inghilterra (bandiera) | C     | Lewis O'Brien         |
| 41 | Inghilterra (bandiera) | C     | Matty Daly            |
| 49 | Danimarca (bandiera)   | P     | Jonas Lössl           |